# Gianluca Podio

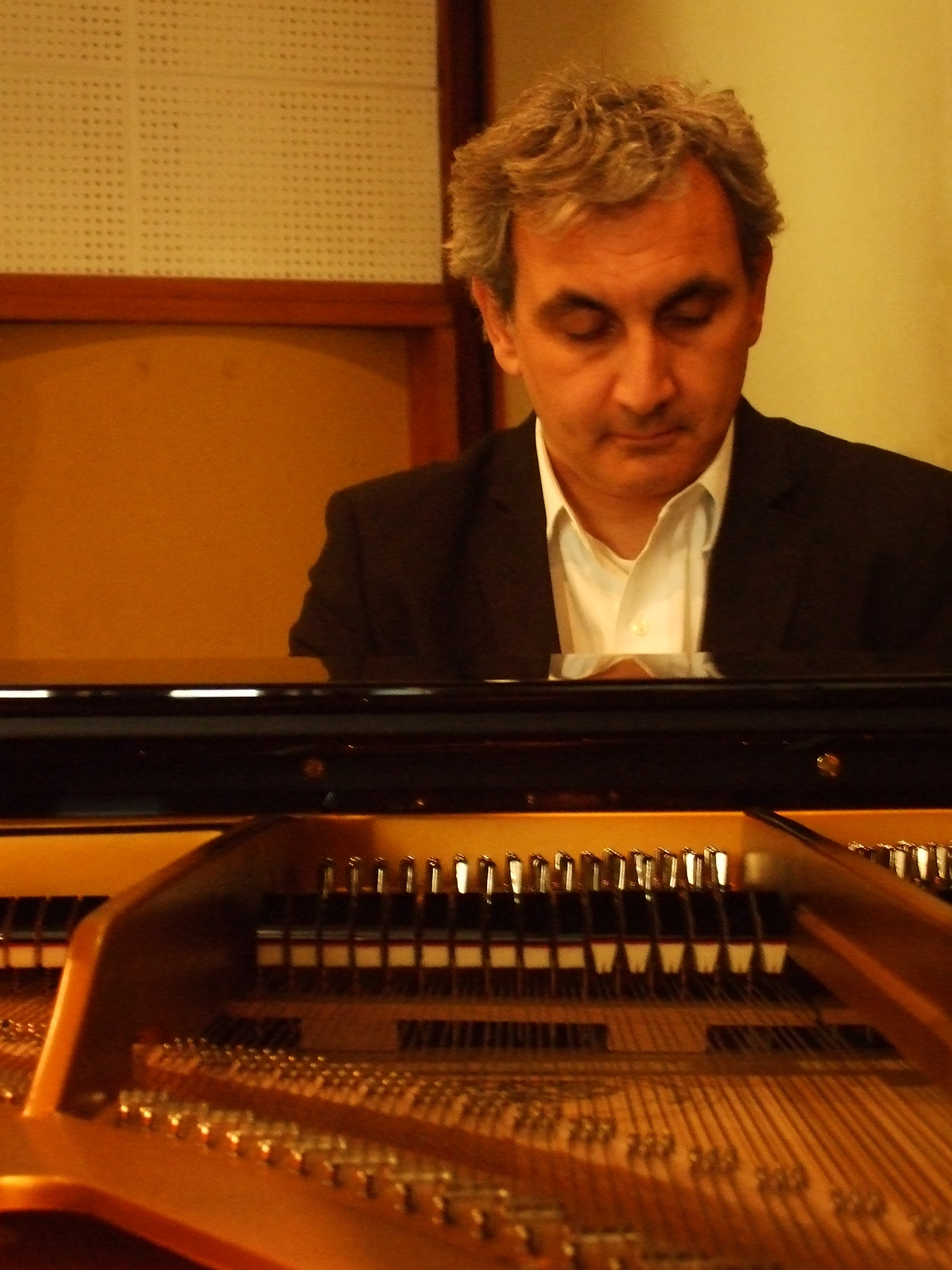

Gianluca Podio (Roma, 1963) è un compositore, direttore d'orchestra, arrangiatore e pianista italiano.

## Biografia
Gianluca Podio ha conseguito diversi diplomi: il primo in pianoforte nel 1984 con il massimo dei voti e la lode al Conservatorio di S.Cecilia in Roma e, sempre con il massimo dei voti, nel 1988 in composizione al Conservatorio "G. B. Martini" di Bologna, nel 1994 in Direzione d'orchestra al Conservatorio Alfredo Casella dell'Aquila; nel 2008 ha ricevuto il diploma di Accademico Specialistico in composizione al Conservatorio "L. Refice" di Frosinone con 110 e lode.Fondamentale per la sua formazione artistica ed umana è stata la profonda amicizia con Goffredo Petrassi. Ha seguito poi corsi di perfezionamento in composizione con Karlheinz Stockausen, Salvatore Sciarrino, George Hurst prima di iniziare un'attività come pianista, tastierista e programmatore di sintetizzatori elettronici con Ennio Morricone, con il quale ha collaborato per più di dieci anni (dal 1987 al 1997). Ha composto musica lirica, da camera e sinfonica inoltre, ha creato ed arrangiato colonne sonore per programmi televisivi RAI e MEDIASET tra cui: Il paese delle meraviglie, Per tutta la vita, Batticuore ,Convescion e molti altri. È autore di musiche per film tra cui La vita degli altri, Dicembre, L'abito di domani, Quore, Caldo soffocante, Amorfù, ha lavorato per fiction televisive, telefilm, radiodrammi Rai e molte sigle radiofoniche. Nella musica Pop ha composto molte canzoni per Renato Zero, tra le più importanti: Cercami, A braccia aperte e Amando amando alcune delle quali reinterpretate anche da Mina e Fiorella Mannoia. Dal 1997 è stato pianista, arrangiatore e direttore d'orchestra per Pino Daniele esibendosi, tra l'altro, all'Apollo Theater di New York, al Kongresshaus di Zurigo, al Festival di Sanremo e più volte al Parco della Musica di Roma. Per lo stesso artista ha inoltre composto diversi brani. Ha lavorato anche con altri artisti del panorama italiano come Tiromancino, Audio 2, Mario Castelnuovo e con molte etichette discografiche tra cui Universal Music Group, CGD, Sony Music.Dirige abitualmente, in qualità di compositore ed arrangiatore, orchestre nazionali ed internazionali tra le quali I filarmonici di Roma, Nuova Orchestra Scarlatti, Czeck National Symphony Orchestra e Bulgarian Symphony Orchestra.Molto attivo anche come pianista ha tenuto molti concerti in qualità di solista (tra le occasioni più importanti:nel 2008-2014 Recital monografici nella Sala dell'Assunta per la Radio Vaticana,nel 2007 e nel 2022 recital alla Cappella Paolina del Quirinale in diretta su Euroradio-Radiotre.È docente titolare al Conservatorio "L.Refice" di Frosinone.